# Râul Ialomicioara (Moroeni)
Râul Ialomicioara este un curs de apă, afluent al râului Ialomița. 